# Bajtavská brána
Bajtavská brána je geomorfologická část Ipelské pahorkatiny.

## Vymezení
Na jihu sousedí s pohořím Burda, jihozápadním směrem leží Hronská niva, severním směrem pokračuje podcelek Zalabským chrbátom a východním směrem leží Ipeľská niva. 